# Лабиринт Мёнина
Лабиринт Мёнина — восьмой и последний том фэнтези-сериала «Лабиринты Ехо» авторства Макса Фрая. Этого тома не было в первом издании «Лабиринтов», он выходит, начиная с второго издания. В него входят три повести: «Белые камни Харумбы», «Лабиринт Мёнина» и эпилог всего цикла — «Тихий город».

## Краткое содержание

### Белые камни Харумбы
Максу предстоит доставить умирающего магистра Нуфлина в Харумбу — загадочный город на далёком материке Уандук. Все, кто попал туда, становятся бессмертными, но навсегда лишаются возможности покинуть город. Магистр Нуфлин настоял на том, чтобы доставил его именно Макс, и никто другой.
В ходе путешествия магистр Нуфлин предпринимает безуспешную попытку во сне переместиться в тело Макса (чтобы вернуться в его теле в Ехо). В тот же вечер на них выливается огненный дождь. В последний момент Максу удаётся спастись, вернувшись назад во времени, в утро. Магистр Нуфлин понимает, что эта атака — дело рук Хонны, бывшего великого магистра ордена Потаённой Травы. Макс вступает с Хонной в переговоры; в конце концов Хонна соглашается пропустить их в обмен на меч Мёнина.
Они спокойно долетают до Харумбы, и магистр Нуфлин в качестве благодарности сообщает Максу секретное заклинание, которое даст ему возможность стать самому или поставить любого на его выбор Великим Магистром ордена Семилистника. Однако пока подходящей кандидатуры не находится.

### Лабиринт Мёнина
Король Гуриг VIII попал в «лабиринт Мёнина» — творение легендарного короля Мёнина, представляющее собой обрывки самых разных миров. Сэру Максу приходится отправиться на поиски короля в лабиринт. С ним отправляется Мелифаро. После многих опасностей и долгих дней скитаний по странным мирам, когда герои уже начинают терять память о своей прошлой жизни и самих себе, им удаётся найти короля, который весело проводит время, гуляя по Лабиринту, и с его помощью они возвращаются в Ехо. Однако, у Макса возникает серьёзная проблема: вернувшись в Ехо он, открывая дверь, видит не то, что за ней находится, а темноту Коридора Между Мирами. Ему требуется довольно продолжительное время на то, чтобы научиться проходить через дверь и быстро попадать куда нужно.

### Тихий город
В Ехо возвращается давно пропавший легендарный король Мёнин. Мёнин встречается с Максом, даёт ему несколько туманных советов и намёков, и вскоре покидает Ехо. После этого выясняется, что бесследно исчез и Джуффин. Тайный сыск вынужден работать без своего начальника и в целом справляется. Пытаясь найти Джуффина и помочь ему вернуться, Макс попадает в другой мир. Там он быстро находит пропавшего, однако Джуффин объясняет ему, что они находятся в Тихом городе — месте, которое охотно пускает новых жильцов, но никого не выпускает, там невозможна никакая магия, даже Истинная, до Мёнина никому не удавалось оттуда вырваться, да и у Мёнина на это ушло несколько тысяч лет.
Поскольку само существование Мира Стержня подверглось опасности из-за чрезмерного использования Очевидной магии, был необходим Вершитель, который всё время вспоминал бы об этом мире, хотел бы в него вернуться. Поскольку все желания Вершителей исполняются «рано или поздно, так или иначе» — мир продолжал бы существовать, несмотря ни на что. Мёнин несколько столетий «держал» мир, находясь в Тихом городе. Он пошёл на это добровольно, но Джуффин тогда был настолько поражён его благородным и самоотверженным поступком, что пообещал прислать ему сменщика, рано или поздно. Долгие годы Джуффин искал Вершителя, способного стать заместителем Мёнина, но никто из найденных не любил Ехо так сильно, чтобы смочь или захотеть удержать город. Тогда Джуффин воспользовался магией, которая на некоторое время превратила его самого в Вершителя, и выдумал нужного человека, частично по своему образу и подобию. Этим человеком и был Макс. Джуффин полагал, что пройдет еще немало времени, прежде чем он попросит Макса отправиться в Тихий город, но Мёнин своим неожиданным возвращением спутал все планы.
Макс остаётся в Тихом городе, тоскует по Ехо и ведёт размеренный образ жизни. Обыватели города рассказывают ему истории своих жизней. Через какое-то время Макс осознаёт, что не живёт, а существует, и такая жизнь ему до смерти надоела, и он не хочет больше находиться в этом месте, хотя и не может вернуться в Ехо, потому что не желает гибели миру, который полюбил. Но из Тихого города он решает выбраться во что бы то ни стало. Макс опускается до состояния безумного бомжа и дебошира — омерзительного и злого создания, желая чтобы Тихий Город его разлюбил, а значит выпустил. В конце концов Макс возвращается в тот мир, который в выдуманных Джуффином воспоминаниях является его родным миром — наш мир. Здесь он приступает к написанию той самой серии книг о своих приключениях. Так как по словам жителей Черхавлы, Вершителей в нашем мире полным-полно, Макс надеется сделать так, чтобы миллионы людей мечтали о городе Ехо и его обитателях, а значит, поддерживали Мир Стержня вместо него.
В эпилоге к Максу прилетает Меламори в обличье птицы-буривуха. Она сообщает ему, что его стараниями их мир теперь прочен как никогда, и сэр Джуффин просил передать ему, что он может вернуться в Ехо, если захочет.

## Отзывы критики
Критик Наталья Нарышкина считает, что в этом сборнике «с разных точек зрения раскрывается одна и та же тема: итога, результата. … Если первая повесть книги посвящена подведению итогов целой жизни человека, то вторая — „Лабиринт Мёнина“ — тому, что мы обретаем как следствие своих намерений, желаний, страстей и страхов.»
Кинокритик Лев Яковлев проводит параллель между фильмом Дэвида Линча «Простая история» и повестью «Белые камни Харумбы».
Дмитрий Баранов, анализируя начало цикла «Сварог» Александра Бушкова, сравнивает различные способы создания вымышленных миров в произведениях жанра фэнтези:

Для многих фантастических текстов характерно создание иллюзии правдоподобия вымышленного мира, но у большей части средне- и малоуспешных авторов на нее работают лишь прямые заявления повествователя, что произошедшее было реальностью, Бушков же играет со сносками, глоссарием, речью персонажей и брошенными сюжетными линиями. Очевидно, что другие успешные авторы придумывают другие, индивидуальные для них способы реализации успешных шаблонов. Так, например, Макс Фрай справляется со сходной задачей, как бы «выводя» сюжет во внешнюю действительность: в последней книге его центральной серии говорится о том, что главный герой попал в нашу реальность и написал все книги, прочитанные читателем, потому что желание реальных обывателей верить в описанный там волшебный мир в логике этого художественного мира и обуславливает его существование [Фрай 2000: 410—413].— Баранов «О поэтике массовой литературы»
Н. В. Лаврентьева отмечает в «Лабиринтах Ехо» сложную связь «герой — автор»: 
сэр Макс — участник событий — вынужден написать книгу для того, чтобы сохранить хрупкий мир, в котором он оказался: книга в данном случае несет эсхатологическое значение, на ней, как на мифологических китах и черепахе, зиждется благосостояние и существование близкого и дорого Максу города Ехо и мира, частью которого герой является.